# Брожек, Павел
Па́вел Лукаш Бро́жек (пол. Paweł Łukasz Brożek; 21 апреля 1983, Кельце) — польский футболист, игравший на позиции нападающего. Выступал в сборной Польши.

## Биография
Начал карьеру в родном городе Кельце в клубе «Полония Бялогон». С 1998 года играет за «Вислу» (Краков), дебютировал в основном составе клуба в апреле 2001 года. Дважды его отдавали в аренду — в «Лодзь» и «Катовице», с 2005 года Павел стал твёрдым игроком основы «Вислы».
В сезоне 2007/08 Павел Брожек стал лучшим бомбардиром чемпионата Польши с 23 голами.
Играл за сборные Польши всех возрастов, выступал в финальных турнирах чемпионатов Европы до 16 и до 18 лет, чемпионате мира до 17 лет. Выходил в составе сборной более старшего возраста (1982 г.р.). За сборную до 21 года провёл 18 матчей и забил в них 16 голов. Лучший бомбардир мемориала Ежека 2000 года.
В национальной сборной Польши Павел дебютировал 27 апреля 2005 года в матче против Мексики и тогда же забил первый гол. Принимал участие в финальном турнире чемпионата мира-2006.
В апреле 2008 года женился на Джоанне Боярской.
Брат-близнец Павла, Пётр, также футболист, играет за «Вислу» на позиции левого полузащитника.

## Достижения
- Чемпион Польши: 2000/01, 2002/03, 2004/05, 2007/08
- Обладатель Кубка Польши: 2002/03
- Чемпион Шотландии: 2011/12
- Лучший бомбардир чемпионата Польши: 2007/08
- Чемпион Европы среди юношей до 18 лет: 2001